# Vienna Open 1999 - Qualificazioni doppio
Le qualificazioni del doppio al Vienna Open 1999 sono state un torneo di tennis preliminare per accedere alla fase finale della manifestazione. I vincitori dell'ultimo turno sono entrati di diritto nel tabellone principale. In caso di ritiro di uno o più giocatori aventi diritto a questi sono subentrati i lucky loser, ossia i giocatori che hanno perso nell'ultimo turno ma che avevano una classifica più alta rispetto agli altri partecipanti che avevano comunque perso nel turno finale.
Le qualificazioni del doppio al torneo Vienna Open 1999 prevedevano 4 coppie partecipanti di cui una è entrata nel tabellone principale.

## Teste di serie
1. Mark Keil /  Jan Siemerink (primo turno)

1. Nicolás Lapentti /  Marat Safin (Qualificati)

## Qualificati
1. Nicolás Lapentti  /   Marat Safin

## Tabellone

### Legenda
| - Q = Qualificato - WC = Wild card - LL = Lucky loser | - ALT = Alternate - SE = Special Exempt - PR = Protected Ranking | - w/o = Walkover - r = Ritirato - d = Squalificato |

|  | Primo turno | Primo turno                     | Primo turno                  | Primo turno | Primo turno |  |  | Ultimo turno | Ultimo turno                    | Ultimo turno | Ultimo turno | Ultimo turno |  |
|  |             |                                 |                              |             |             |  |  |              |                                 |              |              |              |  |
|  |             | Dominik Hrbatý Thomas Johansson | 7                            | 5           | 6           |  |  |              |                                 |              |              |              |  |
|  | 1           | Mark Keil Jan Siemerink         | 6                            | 7           | 3           |  |  |              | Dominik Hrbatý Thomas Johansson | 4            | 6            | 6            |  |
|  | 2           | Nicolás Lapentti Marat Safin    | Nicolás Lapentti Marat Safin | 6           | 7           |  |  | 2            | Nicolás Lapentti Marat Safin    | 6            | 2            | 7            |  |
|  |             | Rainer Falenti Oliver Marach    | Rainer Falenti Oliver Marach | 4           | 6           |  |  |              |                                 |              |              |              |  |